# 切爾卡西 (普斯托梅特區)
49°34′56″N 23°54′12″E / 49.58222°N 23.90333°E
切爾卡西（烏克蘭語：Черкаси），是烏克蘭西部的村莊，隸屬利維夫州的利維夫區。該村面積0.39平方公里，海拔高度259米，2001年人口312，人口密度每平方公里800人。